# Catopsis nitida
Catopsis nitida là một loài thực vật có hoa trong họ Bromeliaceae. Loài này được (Hook.) Griseb. mô tả khoa học đầu tiên năm 1864.